# Jeremy Bulloch
Jeremy Bulloch, angleški igralec, * 16. februar 1945, Market Harborough, Leicestershire, Anglija,  † 17. december 2020, Tooting, London.
Navkljub številnim vlogam v televizijskih produkcijah Doctor Who in Robin iz Sherwooda, je najbolj znan po vlogi lovca na glave Boba Fetta v filmih Imperij vrača udarec ter Vrnitev jedija v znanstvenofantastični sagi Vojna zvezd.

## Kariera

### Začetki kariere
Bullochov prvi profesionalni nastop je bil v reklami za britanske kosmiče. Temu je sledilo še nekaj drugih vlog, prva redna vloga je bila v televizijski seriji Counter-Attack iz leta 1960. Še istega leta je sledila vloga v seriji The Chequered Flag. Leta 1961 je nadaljeval z vlogo v seriji Billy Bunter of Greyfriars School, v obdobju 1965-67 pa je imel redno vlogo v seriji The Newcomers. Pri svojih sedemnajstih letih je zaigral v vlogi Shakespearovega Hamleta in skupaj s Cliffom Richardom nastopil v filmu Summer Holiday. Sodeloval je tudi pri  filmu Hudičev agent, v katerem je med drugimi igral tudi Christopher Lee. Kasneje je nastopal tudi v Vesoljskem muzeju (1965), Časovnem bojevniku (1973), ena izmed njegovih bolj znanih vlog pa je nastop v dveh epizodah serije Doctor Who.  Po naključju je v seriji Jon Pertweer sodeloval z Davidom Prowserjem in Johnom Hollisom, ki sta kasneje poleg Bullocha nastopila v filmu Imperij vrača udarec. Pojavil se je tudi v filmih o Jamesu Bondu v vlogi asistenta enega izmed agentov. 

### Vojna zvezd
V svoji polstoletni karieri je verjetno najbolj znan po vlogi Bobe Fetta v filmih Vojna zvezd: Imperij vrača udarec ter Vrnitev jedija navkljub zelo kratkemu času v kadru. Za njegov nastop je zaslužen predvsem takratni producent in njegov polbrat Robert Watts. V sagi Vojne zvezd se je nato pojavil še enkrat, oblečen v častnika; v kadru, kjer zgrabi Leio, ko ta opozori Luka Skywalkerja na Vaderjevo past. Pozneje je bil zamenjan s kaskaderjem Johnom Mortonom v prizoru soočenja njega in Dartha Vaderja med mučenjem Hana Sola.
Ponovno je v svoji prvotni vlogi nastopil za oboževalski dokumentarni film, kjer je bil razočaran nad likovo smrtjo, hkrati pa je dejal, da je bilo upodabljanje Fetta najbolj neprijetna vloga, predvsem zaradi njegovega kostuma. Za upodobitev svojega lika je navdih črpal pri Clintu Eastwoodu v filmu Človek brez imena, kjer lahko najdemo podobnosti med glavnima igralcema, npr. kostumografija, nošnja orožja in način rokovanja z njim.
Leta 2004 je posnel kratek prizor za strip Marka Hamilla The Movie, v katerem so sodelovali tudi nekateri igralci Vojne zvezd. Leta 2005 je tudi zaigral v vlogi predsednika Skellona v odrski uprizoritvi Davrosovega sojenja. Leta 2006 je tudi glasovno sinhroniziral sira Logana Prowlerja v seriji Night Traveler.  V letu 2008 je skupaj z nekdanjimi soigralci sage Vojne zvezd sodeloval tudi v filmu Motti now. 

## Zasebno življenje
Rodil se je kot eden izmed šestih otrok v Market Harboroughu v Liecestershiru. Šolska predstava ga je navdušila za igranje in petje, toda resneje se je začel ukvarjati v starosti 10 let. Nastopil je v več Disneyjevih filmih, situacijskih komedijah (sitcoms) in igrah. Igralstvo je študiral na akademiji odrskih umetnosti Corona Stage School.
Jeremy je imel partnerico Maureen, skupaj sta imela tri otroke: dva sinova in hčer. Živel je v Londonu. Njegov sin Robbie je nastopil v seriji Robin iz Sheerwooda v vlogi Matthewa iz Wickhama.  Njegov drugi sin, Jamie, je prevajalec, hči Sally pa je izvršna direktorica hotela Athenaeum. Sam je dejal, da je bil ljubitelj Zvezdnih stez in kriketa. Avgusta 2018 je naznanil svojo upokojitev.
Bulloch je umrl zaradi zapletov Parkinsonove bolezni 17. decembra 2020 v bolnišnici St George v Tootingu.    

### Film
| Leto | Naslov                                       | Vloga                   | Opombe                  |
| ---- | -------------------------------------------- | ----------------------- | ----------------------- |
| 1958 | A Night to Remember                          | deček, ki skače v vodo  | [ 14 ]                  |
| 1959 | Carry On Teacher                             | šolar                   |                         |
| 1959 | The Cat Gang                                 | Bill                    | [ 15 ]                  |
| 1960 | A French Mistress                            | Baines                  |                         |
| 1960 | Caught in the Net                            | Bob Ketley              |                         |
| 1961 | Spare the Rod                                | Angell                  |                         |
| 1962 | The Devil's Agent                            | Johnny Droste           |                         |
| 1962 | Play It Cool                                 | Joey                    |                         |
| 1963 | Summer Holiday                               | Edwin                   |                         |
| 1965 | The Dawn Killer                              | Colin Hawkes            |                         |
| 1966 | The Idol                                     | Lewis                   |                         |
| 1969 | Las Leandras                                 | Robert Wilson           | [ 16 ]                  |
| 1970 | Hoffman                                      | Tom Mitchell            |                         |
| 1970 | The Virgin and the Gypsy                     | Leo                     |                         |
| 1971 | Mary, Queen of Scots                         | Andrew                  |                         |
| 1973 | O Lucky Man!                                 | mladenič                | [ 17 ]                  |
| 1974 | Can You Keep It Up for a Week?               | Gil                     |                         |
| 1974 | Only a Scream Away                           | Tom Manners             |                         |
| 1976 | Escape from the Dark                         | Ginger                  |                         |
| 1977 | The Spy Who Loved Me                         | član posadke HMS Ranger | [ 18 ]                  |
| 1977 | The Littlest Horse Thieves                   | Ginger                  |                         |
| 1978 | King Richard the Second                      | Henry Percy             |                         |
| 1980 | The Empire Strikes Back                      | Boba Fett / Sheckil     |                         |
| 1981 | For Your Eyes Only                           | Smithers                |                         |
| 1982 | Return of the Ewok                           | Boba Fett               |                         |
| 1982 | The World Cup: A Captain's Tale              | Ben Tillet Whittingham  |                         |
| 1983 | Octopussy                                    | Smithers                | [ 19 ]                  |
| 1983 | Return of the Jedi                           | Boba Fett               |                         |
| 1993 | Swing Kids                                   | lastnik kluba           |                         |
| 1996 | Giving Tongue                                | dražbenik               |                         |
| 1996 | Princess in Love                             |                         |                         |
| 2003 | Advanced Warriors                            | Max                     | [ 20 ]                  |
| 2004 | Comic Book: The Movie                        | Jeremy Bulloch          |                         |
| 2005 | Star Wars: Episode III – Revenge of the Sith | Captain Colton          | Cameo                   |
| 2006 | Order of the Sith: Downfall                  | Commander Marucs        | Kratki film             |
| 2006 | Night Traveler                               | Sir Logan the Prowler   | Glasovna sinhronizacija |
| 2009 | Turpin                                       | Sir Guy                 | Kratki film             |
| 2015 | Elstree 1976                                 | on sam                  | Dokumentarec            |

### Televizija
| Leto      | Naslov                            | Vloga                              | Opombe                                                |
| --------- | --------------------------------- | ---------------------------------- | ----------------------------------------------------- |
| 1960      | Counter-Attack!                   | Terry Benson                       | 7 epizod                                              |
| 1960      | The Chequered Flag                | Mike Brown                         | 6 epizod                                              |
| 1961      | The Arthur Askey Show             | neznana                            | Epizoda: Pilbeam the Journalist                       |
| 1961      | Billy Bunter of Greyfriars School | Bob Cherry                         | 9 epizod                                              |
| 1965      | Doctor Who: The Space Museum      | Tor                                | 3 epizode                                             |
| 1965–1968 | The Newcomers                     | Phillip Cooper                     | 46 epizod                                             |
| 1972      | Crown Court                       | Dr Warner                          | 3 epizode                                             |
| 1972      | Pathfinders                       | Ronnie Thompson                    | 2 epizodi                                             |
| 1973      | Doctor Who: The Time Warrior      | Hal                                | 4 epizode                                             |
| 1978      | The Professionals                 | Denver                             | 1 epizoda; 1. sezona 6. epizoda Where the Jungle Ends |
| 1978      | George and Mildred                | Bill Allbright                     | 1 epizoda                                             |
| 1979–1981 | Agony                             | Rob Illingworth                    | 18 epizod                                             |
| 1981      | Only When I Laugh                 | Gary                               | 1 epizoda; 3. sezona 1. epizoda A Day in the Life Of  |
| 1983–1985 | Robin of Sherwood                 | Edward of Wickham                  | 8 epizod                                              |
| 1985      | Chocky's Children                 | Landis                             | 3 epizode                                             |
| 1985      | Jenny's War                       | Schroeder                          | Celovečerni film                                      |
| 1987      | Boon                              | Inspector Gower                    | ? epizoda; Fiddler Under the Roof                     |
| 1989      | After Henry                       | George                             | ? epizoda; Memory Games                               |
| 1989–1993 | Casualty                          | Rodney Mulligan / Peter Cunningham | 2 epizodi                                             |
| 1992–1996 | The Bill                          | Dr Webster / Commander Bill Huxley | 3 epizode                                             |
| 1994      | Faith                             | David Reckitt                      | TV mini serija, 4 epizoda                             |
| 1995      | Dangerfield                       | Superintendent Jacklin             | Epizoda Death in Custody                              |
| 1999      | Aristocrats                       | Older George Napier                | TV mini serija, 2 epizodi                             |
| 2002      | Spooks                            | Roger Welks                        | 1. sezona, 5. epizoda                                 |
| 2004      | Starhyke                          | Doctor Yul Striker                 | 6 epizod                                              |
| 2006–2008 | Doctors                           | Julian Marker / Victor Hendon      | 2 epizodi                                             |
| 2008      | Bonekickers                       | zamaskiranec                       | Epizoda: Follow the Gleam                             |
| 2009      | Law &amp; Order: UK               | Dickie                             | Epizoda: Honour Bound                                 |
| 2009      | Starhyke                          | Doctor Yul Striker                 | 6 epizod                                              |
| 2012      | Russell Howard's Good News        | on sam                             | 1 epizoda - Mystery Guest Segment                     |